# Leiurus arabicus
Espèce
Leiurus arabicus est une espèce de scorpions de la famille des Buthidae.

## Distribution
Cette espèce se rencontre en Arabie saoudite et au Bahreïn.

## Description
La femelle holotype mesure 89,00 mm et le mâle paratype 84,00 mm.

## Étymologie
Son nom d'espèce lui a été donné en référence au lieu de sa découverte, l'Arabie.

## Publication originale
- Lowe, Yağmur & Kovařík, 2014 : « Review of the Genus Leiurus Ehrenberg, 1828 (Scorpiones: Buthidae) with Description of Four New Species from the Arabian Peninsula. » Euscorpius, no 191, p. 1-129 (texte intégral).